# Purple Rain (àlbum)
Purple Rain és el sisé àlbum d'estudi del cantant i artista estatunidenc Prince, el primer amb la seva banda The Revolution, que el va fer guanyador de dos premis Grammy. És, a més, la banda sonora de la pel·lícula homònima (coneguda en català com a Pluja roja), guanyadora de l'Oscar a la millor cançó original el 1985 pel tema Purple Rain. Publicat als Estats Units per Warner Bros. Records el 25 de juny de 1984, ha venut en total més de 25 milions de còpies, convertint-se en un dels àlbums amb més èxit de tots els temps i la sisena banda sonora anb major èxit del món.